# Grand Central Hall
Pour les articles homonymes, voir Grand Central.
 Le Grand Central Hall est un bâtiment situé au 35 Renshaw Street à Liverpool (Merseyside), en Angleterre. L'édifice est classé au registre du National Heritage List for England, classé en tant que bâtiment de catégorie II.
Il abrite aujourd'hui l'hôtel Liverpool Grand Central, le Hall et le Grand Bazaar Food Hall.

## Histoire
Le Grand Central Hall fut inauguré en 1905 sous l'appellation de Hall Central de la Liverpool Wesleyan Mission, en remplacement de la chapelle unitaire de Renshaw Street. Érigé selon une conception art nouveau par les architectes Bradshaw et Gass de Bolton, ce nouvel édifice, d'une capacité d'accueil de 3 576 personnes, servit également de salle de cinéma, le New Century Picture Hall, depuis son ouverture jusqu'en 1944 au moins. De surcroît, entre 1933 et 1939, cet espace fut l'épicentre des activités de l'Orchestre philharmonique royal de Liverpool, durant la période de reconstruction de la salle Philharmonique à la suite d'un incendie.
En 1990, les méthodistes aliénèrent Central Hall. De notables travaux de restauration furent diligentés en 1997/1998, et dès novembre 1998, des rénovations substantielles furent entreprises. Aux alentours de 2000 ou 2001, l'édifice fut transfiguré en un lieu de convivialité nocturne, incarnant un bar et une discothèque répondant au nom de Barcelone.
Après la fermeture du Quiggins Center sur School Lane en 2006, une douzaine des plus de trente commerçants se relocalisèrent au Grand Central Hall, tandis que d'autres se dispersèrent vers Bold Street et ses environs ou se dissolurent. À l'aube de 2007, le premier étage, baptisé Roscoe Hall, ouvrit ses portes, inaugurant une panoplie de boutiques nouvelles et diversifiées. En octobre 2011, une aire de spectacle fut inaugurée sous le dôme, une section désormais désignée sous le nom de « Le Dôme ». Ce lieu, d'une capacité d'accueil de 1 200 personnes, servait à la tenue d'événements cinématographiques, théâtraux et musicaux.

## Utilisation actuelle
En 2018, le Grand Central Hall fut racheté par des entrepreneurs locaux, lesquels entreprirent une réhabilitation méticuleuse du vestibule, des soubassements ainsi que des étages supérieurs,. Dorénavant, le New Liverpool Grand Central se distingue par l'intégration d'hôtels de luxe agrémentés de bars-boutiques, d'espaces consacrés à la musique en direct et à diverses manifestations, d'une salle consacrée aux noces, ainsi que d'un ensemble de restaurants réunis sous l'appellation de The Grand Bazaar, formant ainsi une halle de restauration éminemment raffinée.
Au début de l'année 2022, les locataires du bail furent contraints de quitter les lieux en raison d'un arriéré locatif s'élevant à 1,2 million de livres sterling. En conséquence, l'endroit fut temporairement clos et l'intégralité des événements programmés furent annulés.
Au commencement de l'année 2023, la propriété fut réinaugurée sous l'appellation de The Dome at Grand Central, à la suite de rénovations substantielles qui accrurent la capacité à plus de 3 500 sièges. Ces travaux comprenaient une refonte exhaustive des systèmes de sonorisation, un réaménagement sophistiqué de l'éclairage, une modernisation minutieuse des équipements de la salle, une optimisation des dispositifs de climatisation ainsi qu'une amélioration des infrastructures scéniques.